# Az Air Midwest 5481-es járatának katasztrófája
2003. január 8-án egy 19 személyes, légcsavaros gázturbinás Beechcraft 1900D típusú utasszállító repülőgép egy hangárba csapódott az USA-ban. Az összes, 19 utas, és a teljes, 2 fős személyzet életét vesztette.

## Utasok és személyzet
| Nemzetiség | Utasok | Személyzet | Összesen |
| ---------- | ------ | ---------- | -------- |
| BAH        | 3      | 0          | 3        |
| CAN        | 1      | 0          | 1        |
| IND        | 2      | 0          | 2        |
| POR        | 1      | 0          | 1        |
| USA        | 12     | 2          | 14       |
| Összesen   | 19     | 2          | 21       |

## Az előzmények
A felszállást megelőzően a gép kifutópályáján felszállt egy Bombardier CRJ repülőgép, bár az általa keltett turbulencia nem járult hozzá a balesethez. A hibát az okozta, hogy a gép pilótái, felszállás előtt, a terhelési súly kiszámításakor végzetes hibát vétettek: a valódi terhelési súly helyett egy régen elavult átlagsúllyal számoltak, amely jelentősen eltért a valós adatoktól.